# Taraska
Taraska [pronunciación en armenio: /taˈraska/] es un pueblo ubicado en el distrito administrativo de Gmina Aleksandrów, dentro del Distrito de Piotrków, Voivodato de Łódź, en Polonia central. Se encuentra aproximadamente a 8 kilómetros al noroeste de Aleksandrów, a 19 kilómetros al sureste de Piotrków Trybunalski, y a 61 kilómetros al sureste de la capital regional Łódź.